# Townsend (Montana)
Townsend es una ciudad situada en el condado de Broadwater, Montana, Estados Unidos. Tiene una población estimada, a mediados de 2023, de 2133 habitantes.
Es la sede del condado.

## Geografía
La localidad está ubicada en las coordenadas 46°19′09″N 111°31′11″O / 46.31917, -111.51972 (46.319185, -111.519649). Según la Oficina del Censo, tiene una superficie de 3.97 km², correspondientes en su totalidad a tierra firme.

## Demografía
Según el censo de 2020, en ese momento había 1787 personas residiendo en la localidad. La densidad de población era de 450.13 hab./km². El 92.84% de los habitantes eran blancos, el 0.11% eran afroamericanos, el 0.78% eran amerindios, el 0.56% eran de otras razas y el 5.71% eran de una mezcla de razas. Del total de la población, el 3.69% eran hispanos o latinos de cualquier raza.